# Блаттен
Блаттен (нім. Blatten) — громада  в Швейцарії в кантоні Вале, округ Західний Рарон.

## Географія
Громада розташована на відстані близько 65 км на південний схід від Берна, 45 км на північний схід від Сьйона.
Блаттен має площу 90,5 км², з яких на 0,4% дозволяється будівництво (житлове та будівництво доріг), 8,1% використовуються в сільськогосподарських цілях, 8,9% зайнято лісами, 82,6% не є продуктивними (річки, льодовики або гори).

## Історія
Блаттен був вперше загаданий у 1433 році як uffen der Blattun.

## Зсув гори у 2025 році
20 травня 2025 року мешканців Блаттена евакуювали в сусідні села через загрозу зсуву гори. 29 травня стався обвал льодовика та частини гори, що спричинило повінь, внаслідок чого майже всі будівлі в Блаттені були затоплені або опинилися під завалами. 
Влада оголосила часткову евакуацію сусідніх сіл Вілер і Кіппель, щоб убезпечити мешканців.

## Демографія
2019 року в громаді мешкало 292 особи (-4,9% порівняно з 2010 роком), іноземців було 4,1%. Густота населення становила 3 осіб/км².
За віковим діапазоном населення розподілялося таким чином: 17,5% — особи молодші 20 років, 52,7% — особи у віці 20—64 років, 29,8% — особи у віці 65 років та старші. Було 129 помешкань (у середньому 2,3 особи в помешканні).
Із загальної кількості 84 працюючих 24 було зайнятих в первинному секторі, 4 — в обробній промисловості, 56 — в галузі послуг.